# Lekvattensjön
Lekvattensjön är en sjö i Torsby kommun i Värmland och ingår i Göta älvs huvudavrinningsområde. Sjön är 30,2 meter djup, har en yta på 0,916 kvadratkilometer och är belägen 197,3 meter över havet. Sjön avvattnas av vattendraget Rottnan. Vid provfiske har bland annat abborre, braxen, gers och gädda fångats i sjön.

## Delavrinningsområde
Lekvattensjön ingår i det delavrinningsområde (667667-132742) som SMHI kallar för Utloppet av Lekvattensjön. Medelhöjden är 300 meter över havet och ytan är 11,77 kvadratkilometer. Räknas de 10 avrinningsområdena uppströms in blir den ackumulerade arean 413,25 kvadratkilometer. Rottnan som avvattnar avrinningsområdet har biflödesordning 3, vilket innebär att vattnet flödar genom totalt 3 vattendrag innan det når havet efter 372 kilometer. Avrinningsområdet består mestadels av skog (76 procent). Avrinningsområdet har 1,01 kvadratkilometer vattenytor vilket ger det en sjöprocent på 8,5 procent. Bebyggelsen i området täcker en yta av 0,12 kvadratkilometer eller 1 procent av avrinningsområdet.

## Fisk
Vid provfiske har följande fisk fångats i sjön:
- Abborre
- Braxen
- Gärs
- Gädda
- Lake
- Löja
- Mört